# Mangsong Mangtsen
Mangsong Mangtsen (em tibetano: མང་སྲོང་མང་བཙན, também conhecido como Trimang Löntsen e Khri-mang-slon-rtsan, reinou entre 650 e 676). Ascendeu ao trono após a morte de seu avô, Songtsen Gampo, e é considerado pelos antigos textos o segundo imperador do recém-criado Império Tibetano. 
Como o único filho de Songtsen Gampo, Gungsong Gungtsen havia morrido cedo aos 18 anos sem completar o rito sucessório em 649, foi sucedido por seu neto Mangsong Mangsten ainda bebe. O poder real foi deixado nas mãos do Lönchen (regente) Gar Tongtsen (Mgar-srong-rtsan, ou às vezes identificado apenas por mGar). 

## Atividades políticas e militares
As relações entre a China e o Tibete começaram a se acirrar durante seu reinado, quando o Lönchen Tongtsen começou a expandir para o território da China Tang. 
O Império Tibetano então consolidou o controle sobre todo o planalto, controlando tanto Tuyuhun ('Aza) ao leste quanto Zhangzhung a oeste.  Antecipando o confronto, em 658, os Tang passaram a controlar Hotan e Kucha e estabeleceram protetorados até Sogdia e Caxemira. 
Algum tempo antes de 662, as forças tibetanas haviam cooptado os turcos ocidentais e juntos começaram a atacar os protetorados Tang. Eles atacaram Kashgar em 663 e Hotan em 665. Em 667, os turcos Nushibi da aldeia On oq submeteram-se ao Tibete, que também controlava o vale estratégico de Wakhan.  
Entre 665-670 Hotan foi derrotada pelos tibetanos, e uma longa série de conflitos se seguiram com a Dinastia Tang. Na primavera de 670, o Tibete atacou os territórios chineses remanescentes na Bacia do Tarim ocidental (ver Batalha do Rio Dafei). Com tropas de Hotan, Mangsong e seus aliados conquistaram Aksu, a partir deste momento os Tang abandonaram a região, encerrando duas décadas de controle chinês. Dessa forma os exércitos sobre controle tibetano ganharam o controle de todas as Quatro guarnições de Anxi na Bacia do Tarim em 670 e as mantiveram até 692, quando os chineses finalmente conseguiram recuperar esses territórios.   

## Morte e sucessão
De acordo com os anais tibetanos, Mangsong Mangsten morreu em 676, mas algumas fontes dizem que os tibetanos mantiveram a morte em segredo por três anos para que os chineses não soubessem que estavam sem um líder.  Os chineses registram sua morte em 679.  Ele foi enterrado no cemitério real perto de Yarlung. 
Mangsong foi sucedido por seu filho, Tridu Songtsen. Os Anais Tang dizem que 'Dus-srong tinha nove anos em 679, nasceu, portanto, em 670. Devido à sua tenra idade, Gar Tridring (Khri 'bring), filho de  Gar Tongtsen foi designado Lönchen. 